# Елизаветовский сельский совет (Приморский район)
Елизаветовский сельский совет (укр. Єлизаветівська сільська рада) — входит в состав
Приморского района
Запорожской области
Украины.
Административный центр сельского совета находится в 
пос. Елизаветовка.

## История
- 1898 — дата образования.

## Населённые пункты совета
- пос. Елизаветовка
- с. Елизаветовка
- с. Подгорное